# San Benedicto

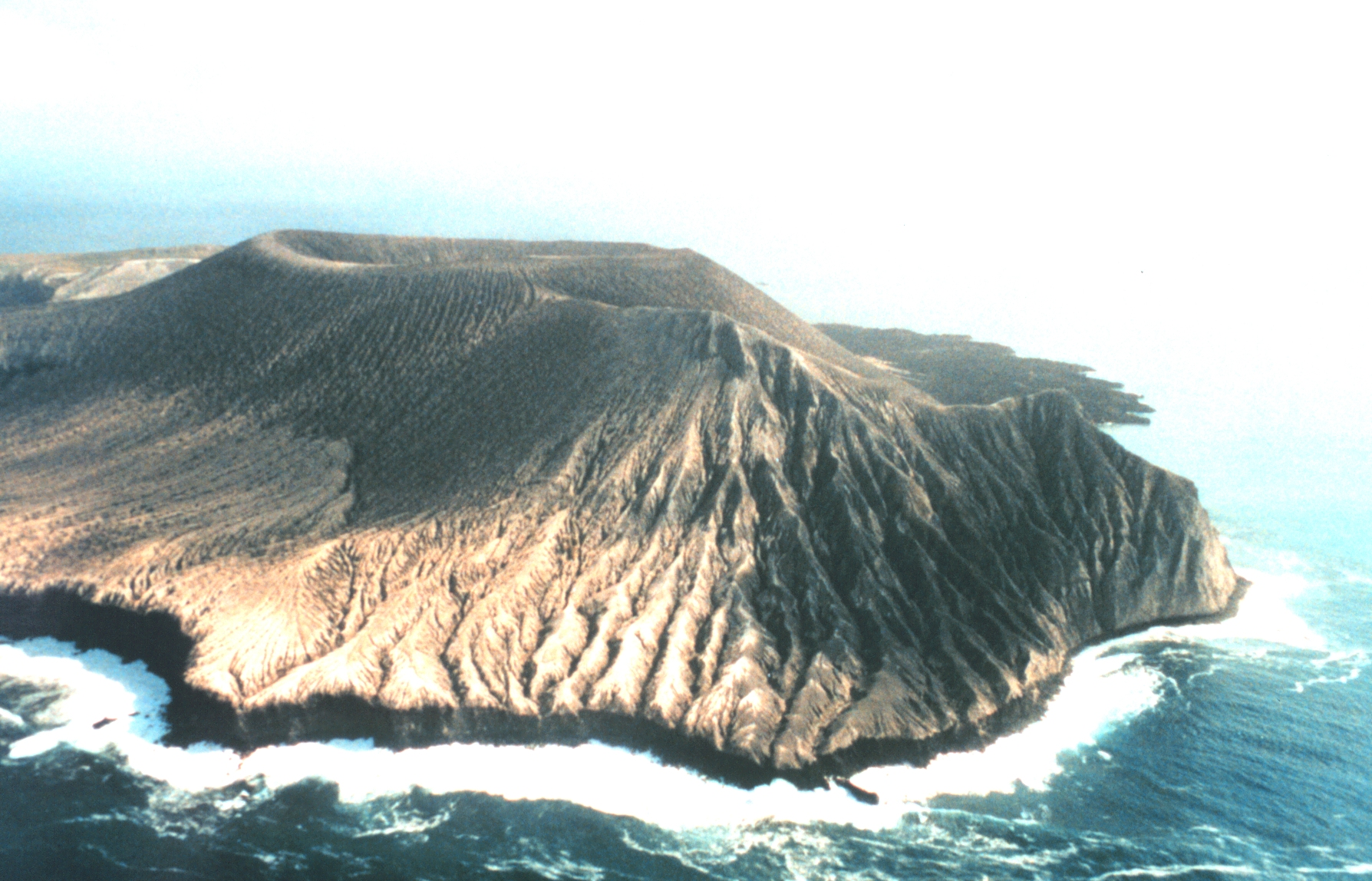
Pohled na ostrov

San Benedicto je neobydlený ostrov ze souostroví Revillagigedo v Tichém oceánu. Je sopečného původu. Stejně jako celé souostroví je součástí světového přírodního dědictví UNESCO.
Ostrov je přibližně 4,8 kilometru dlouhý, 2,4 km široký a má plochu 6,124 km². Nejvyšším bodem je vrchol sopky Bárcena s 332 metry nad mořem. Na ostrově není žádný trvalý zdroj sladké vody. Nejbližší pevnina je necelých čtyři sta kilometrů vzdálený Kalifornský poloostrov ležící na severovýchod od ostrova San Benedicto.
Poslední (a jediná) erupce byla zaznamenána v roce 1953.